# Аминова, Озод
Озод Аминова (тадж. Озод Аминзода; 1 октября 1933, Ходжент (ныне Худжанд
— 7 июня 2009) — таджикская и советская поэтесса, педагог, редактор. Заслуженный работник культуры Таджикской ССР. Почётный гражданин города Худжанд.

## Биография
Родилась в семье поэта и музыканта Мухиддина Аминова. В 1958 году окончила Ленинабадский государственный педагогический институт им. С. Кирова. Учительствовала в Ленинабадских школах до 1970 года, преподавала таджикский язык и литературу.
Член Союза писателей Таджикистана (с 1965). С 1970 года — член КПСС.
В 1971—1990 годах — редактор городской газеты «Ҳақиқати Ленинобод». Позже стала сотрудником местного отделения Союза писателей Таджикистана. Возглавляла местный фонд культуры.
В составе делегаций писателей СССР побывала во многих советских республиках и зарубежных странах, в том числе Франции, ГДР, Болгарии, Саудовской Аравии и Иране.

## Творчество
Начала публиковать свои работы в середине 1950-х годов. Основная тема стихов поэтессы: патриотизм, любовь, верность и свобода советских женщин.
Литературный псевдоним — Озод.

## Избранные сборники поэзии
- «Сатрҳои нахустин» (1965),
- «Бо ёди ту» (1971),
- «Чашми бедор» (1975),
- «Дилбари саҳро»,
- «Пайроҳаи сабз»,
- «Сипос»,
- «Ёди ширин»,
- «Неспящие глаза» и «Зелёная тропинка» (Москва).

Большая часть её стихов была переведена на русский язык и языки других советских республик.

## Награды
- Заслуженный работник культуры Таджикской ССР
- Премия Ленинского комсомола Таджикистана (1982)
- Почётная грамота Президиума Верховного Совета Таджикской ССР
- Почётный гражданин города Худжанд